# Mario Cagna
Mario Cagna (Lu, Itália, 8 de outubro de 1911 — Lu, Itália, 4 de abril de 1986) foi um prelado italiano da Igreja Católica que dedicou toda a sua carreira à Cúria Romana e ao serviço diplomático da Santa Sé. Tornou-se arcebispo em 1962 e serviu como Núncio Apostólico de 1962 até sua morte.

## Biografia
Mario Cagna nasceu em 8 de outubro de 1911 em Lu, Itália. Foi ordenado sacerdote da Diocese de Casale Monferrato em 22 de julho de 1934.
Ele ingressou no serviço diplomático em 1937. Ele serviu brevemente na Holanda e depois na Cúria Romana no Dicastério para o Culto Divino e Disciplina dos Sacramentos. Retornou ao serviço diplomático para cargos no Peru de 1946 a 1949 e depois na Nunciatura na Itália.
Em 13 de outubro de 1962, o Papa João XXIII o nomeou arcebispo titular de Heracleia na Europa e internúncio apostólico no Japão. Ele recebeu sua consagração episcopal em 18 de novembro de 1962 do Cardeal Amleto Cicognani.
Em 3 de setembro de 1966, o Papa Paulo VI o nomeou Delegado Apostólico na Iugoslávia. Seu título mudou para Pró-Núncio na Iugoslávia em 22 de agosto de 1970; foi o primeiro núncio na Europa no período pós-guerra e um agente da política de reaproximação da Santa Sé.
Em 11 de maio de 1976, Papa Paulo VI o nomeou Núncio Apostólico na Áustria. Foi sucedido por Michele Cecchini, em 4 de dezembro de 1984. O seu relatório final sobre o estado da Igreja na Áustria foi “um catálogo de males” que iam desde as tendências secularizantes na sociedade em geral até à heterodoxia nos seminários e a um laicato demasiado assertivo.
Mario Cagna morreu em 4 de abril de 1986 aos 74 anos.